# Aguçadoura e Navais
Aguçadoura e Navais (llamada oficialmente União das Freguesias de Aguçadoura e Navais) es una freguesia portuguesa del municipio de Póvoa de Varzim, distrito de Oporto.

## Historia
Fue creada el 28 de enero de 2013 en aplicación de una resolución de la Asamblea de la República de Portugal promulgada el 16 de enero de 2013 con la unión de las freguesias de Aguçadoura y Navais, pasando su sede a estar situada en la antigua freguesia de Aguçadoura.

## Demografía
| Gráfica de evolución demográfica de Aguçadoura e Navais entre 2011 y 2021 |
|                                                                           |
| Datos según el nomenclátor publicado por el INE portugués.                |